# René Smeets
Renier Josephus Henricus (René) Smeets  (Maasbracht, 14 september 1905 – Eindhoven, 11 juli 1976) was een Nederlands beeldhouwer, keramist, meubelontwerper, monumentaal kunstenaar, glasschilder, wandschilder, boekbandontwerper, batikker en kunstschilder.

## Leven en werk
René Smeets was een zoon van onderwijzer Herman Joseph Smeets en Bertha Maria Antoinetta Christina Klerckx. Het gezin telde elf kinderen, waarvan acht jongens, onder wie Anton (1911-1972), Sjef (1914-1993), Harrie en Frans Smeets (1925), die allen actief waren in de kunst. In de jaren 50 werkten de broers in Beers en Cuijk.
Smeets volgde een opleiding aan de Rijksacademie in Amsterdam (1926-1929). Hij volgde avondlessen aan de Académie des Beaux-Arts de l'Institut de France in Parijs en de Staatliche Kunstakademie in Düsseldorf. Hij was een leerling van Charles Eyck en Matthieu Wiegman. Smeets schilderde, maakte keramiek, meubels, muurschilderingen en glas-in-loodramen. Hij werkte aanvankelijk samen met Jean Adams en Joan Collette, vanaf 1930 ontwierp hij de ramen zelfstandig. Er is weinig ontwikkeling in zijn glazen te bespeuren. Ze werden uitgevoerd in de ateliers van Frans Heynen, bij Geutjes in Venlo en een tijdje door broer Frans.
In 1950 werd Smeets directeur van de Akademie voor Industriële Vormgeving in Eindhoven, waar zijn broer Frans vanaf 1957 docent was. Hij was daarnaast lid en adviseur van COSA, Brabants Edelambacht en Scheppend Ambacht Limburg.
Smeets overleed in 1976, op 71-jarige leeftijd. Zijn naam leeft voort in de René Smeetsprijs.

## Werken (selectie)
- eenentwintig ramen (1930) voor de Sint-Antonius van Paduakerk in Heerlen
- glas in lood (1931) voor de Sint-Laurentiuskerk in Voerendaal
- glas in lood (1934) voor de kerk H. Theresia van Lisieux in Kronenberg
- glas in lood (1936) voor de Sint-Gerardus Majellakerk in Heksenberg (Heerlen)
- wandschilderingen (1938) in Gabriëlkapel van de Onze-Lieve-Vrouw van Zeven Smartenkerk in Molenhoek
- glas-in-loodramen (1938-1948) voor de kapel van het Missiehuis in Tilburg
- muurschilderingen en glas-in-loodramen (1946) in de devotiekapel van de kerk van O.L. Vrouw van de Hei in Tegelen
- glas in lood (1949) voor de Sint-Hubertuskerk in Ooij
- glas in lood (1950 voor de Sint Antoniuskerk in Mook
- glas in lood (1951) voor de Johannes de Doperkerk in Nieuwstadt
- Reliëfs (1963) rond de ingang van de Heilige Hartenkerk te Eindhoven
- vier ramen (1964) in het koor van de Sint-Martinuskerk in Dommelen

## Afbeeldingen

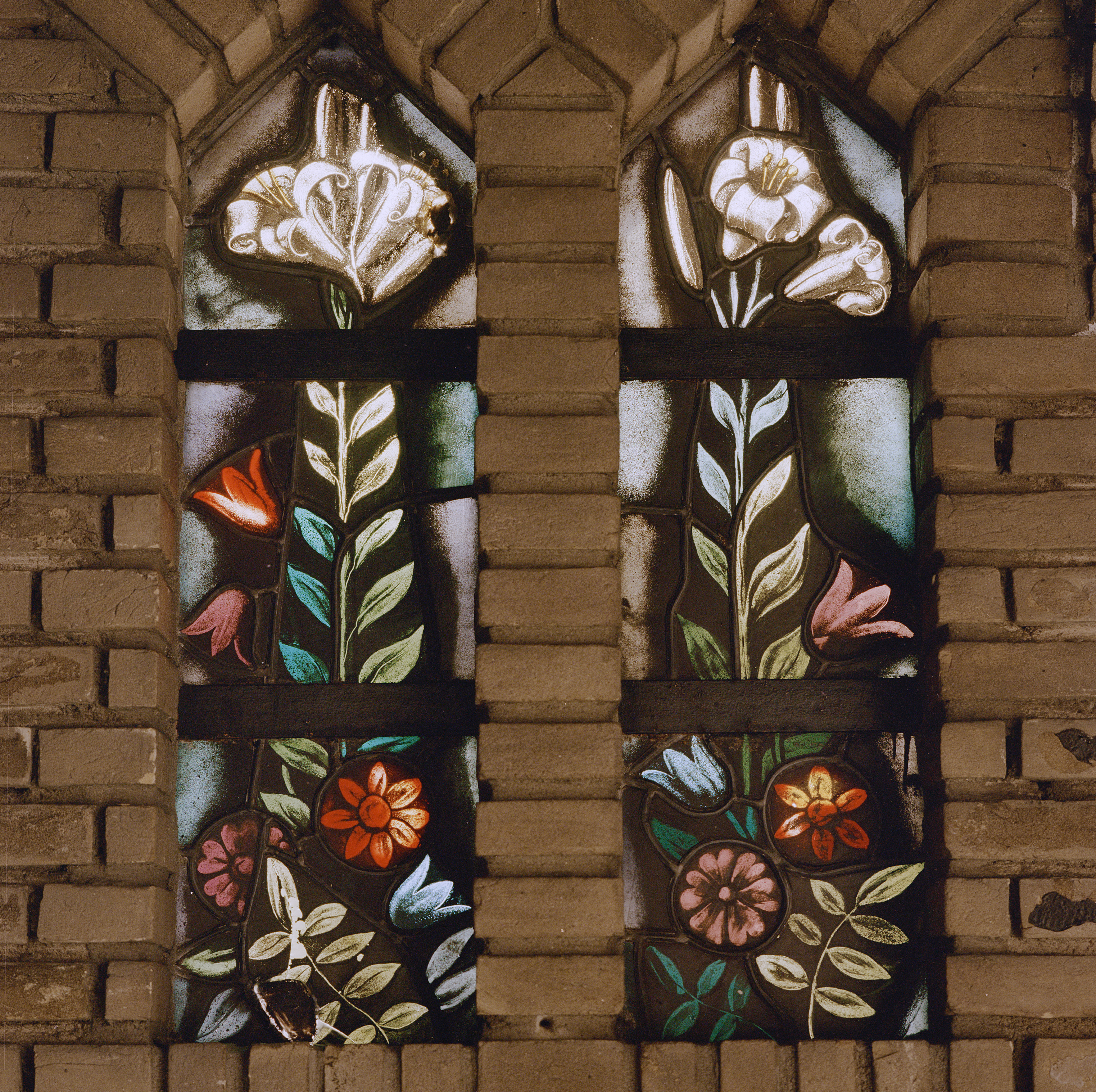
Ramen
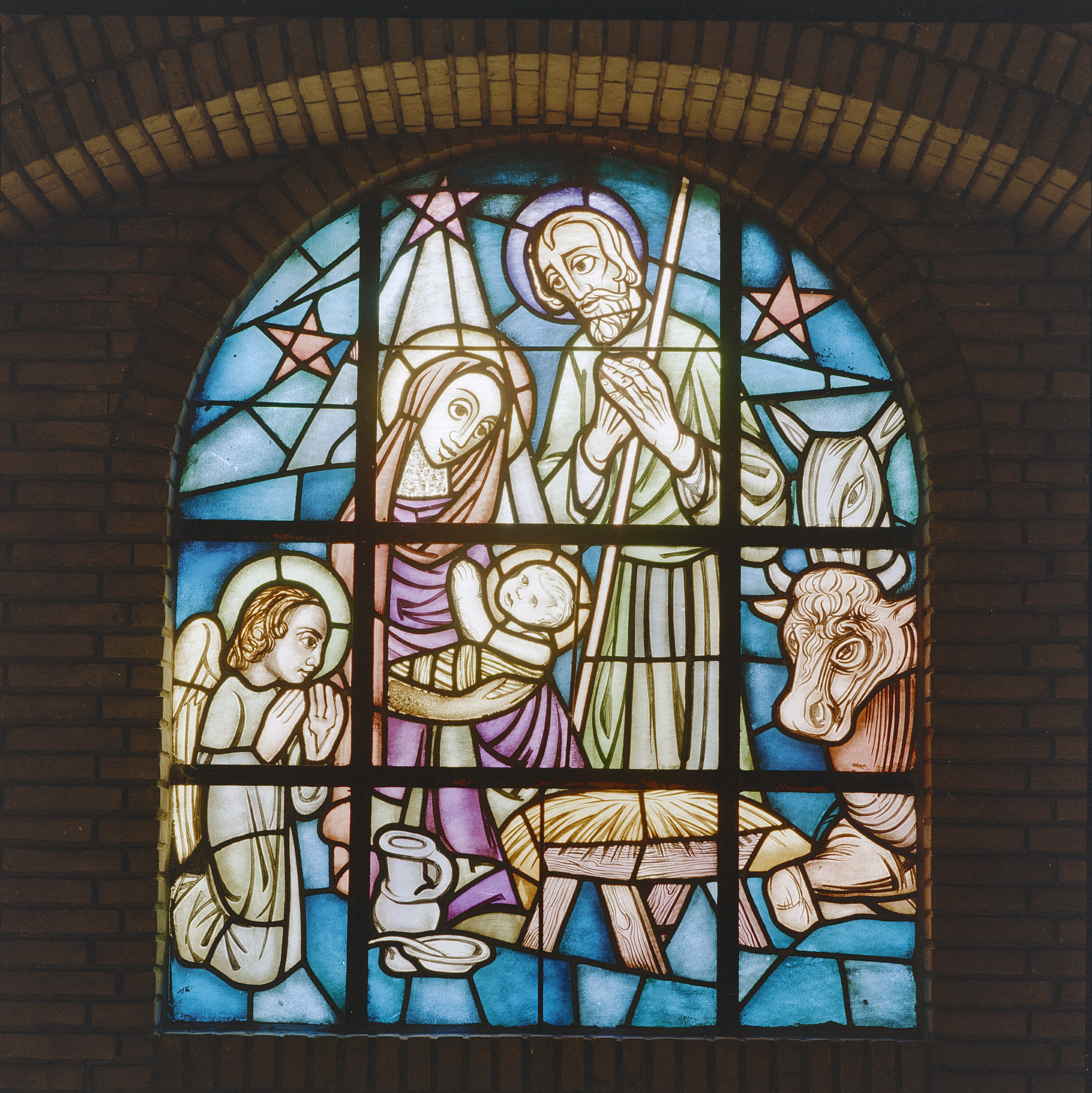
Raam
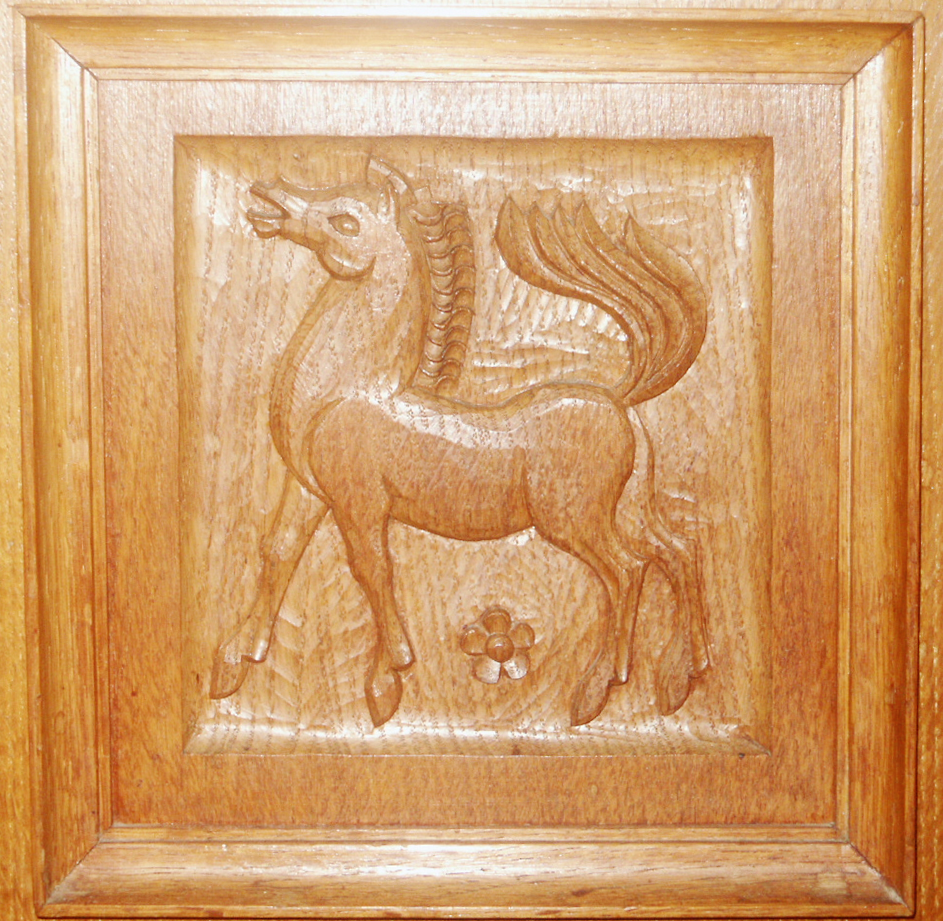
Dressoir, detail
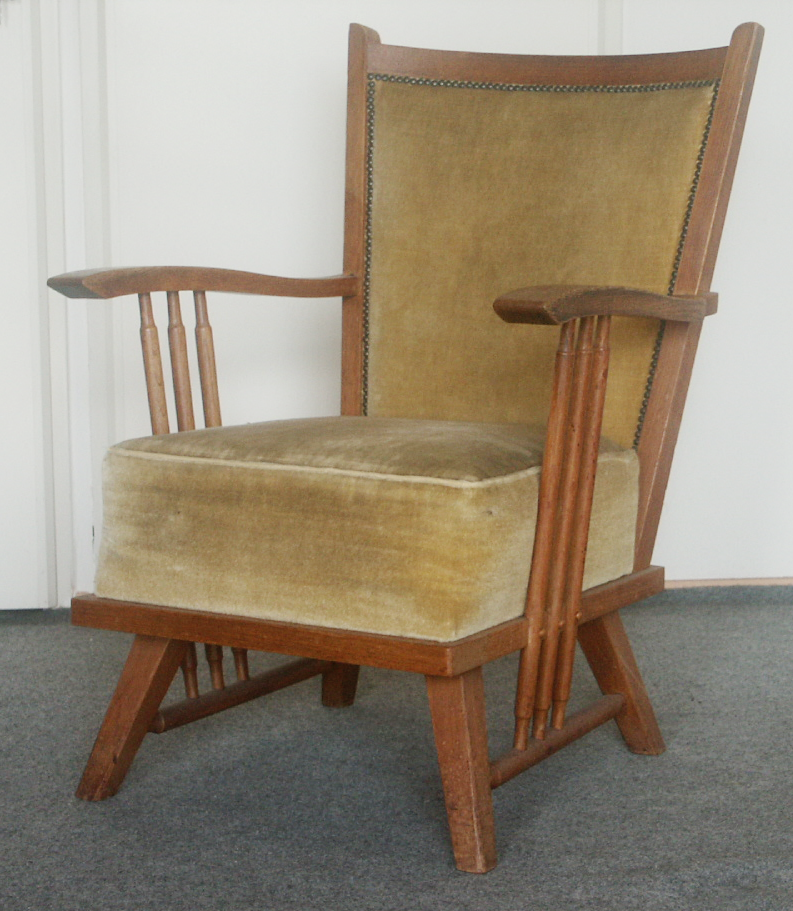
Fauteuil, jaren 50

- Biografisch Portaal: 31988355
- Digitale Bibliotheek voor de Nederlandse Letteren: smee038
- Gemeinsame Normdatei: 118748505
- International Standard Name Identifier: 0000 0000 1063 7460
- Nederlandse Thesaurus van Auteursnamen: 072633174
- RKD-Nederlands Instituut voor Kunstgeschiedenis: 73219
- Virtual International Authority File: 74648587
- WorldCat: E39PBJptX6YgQ7vXJpMq9fbPQq